# Фонс
Фонс, Фонт (лат. Fons, Fontus) — бог давньоримської міфології; син Януса й німфи Ютурни, божество джерел та водограїв.
13 жовтня на його честь відзначалося свято — Фонтаналія, під час якого вінками прикрашали криниці і кидали квіти в джерела.
Вважається, що другий цар Риму Нума Помпілій похований біля вівтаря Фонса на пагорбі Янікул.
У космологічній схемі Марціана Капелли Фонс розташований в другій з 16 небесних областей, з Юпітером, Квіріном, Марсом, Юноною (також з англ. Novensiles, Lares, Lympha).